# Leucanthemella linearis
Leucanthemella linearis là một loài thực vật có hoa trong họ Cúc. Loài này được (Matsum. ex Matsum.) Tzvelev mô tả khoa học đầu tiên năm 1961.